# Oratorio di San Girolamo
L'oratorio di San Girolamo è un luogo di culto cattolico situato nel comune di Sarzana, in via dietro il Teatro, in provincia della Spezia. 

## Storia e descrizione

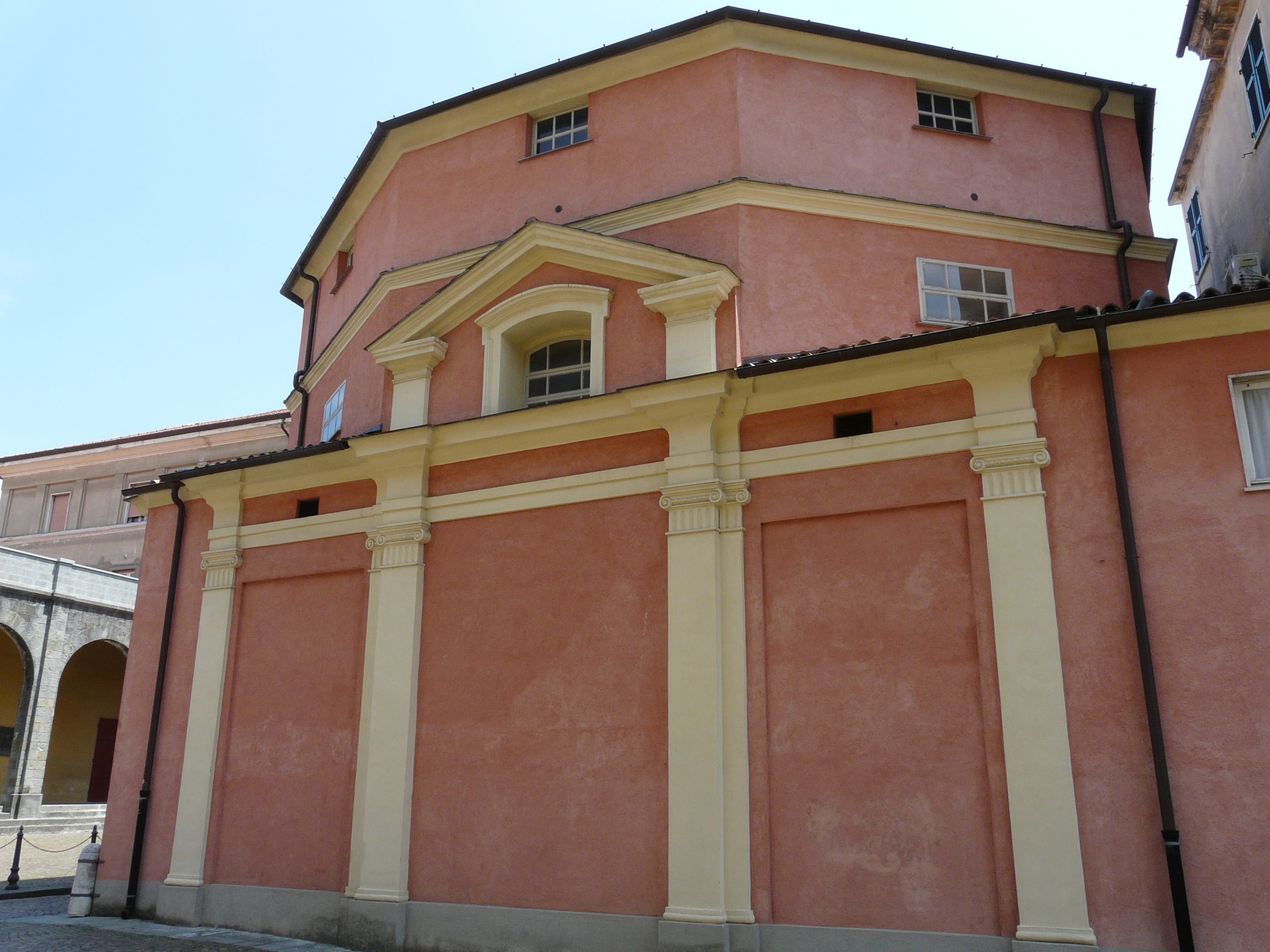
Complesso laterale

Situato nella piazza ove trova ubicazione la concattedrale di Santa Maria Assunta, un primo impianto religioso fu costruito nel 1473, a forma rettangolare, e con cappella intitolata alla Santissima Trinità e a san Girolamo. Il terreno su cui sorge l'oratorio è il frutto di una concessione dei Domenicani, trasferitesi nell'omonimo convento, alla Confraternita di San Girolamo che poté così erigere un proprio edificio religioso all'interno della cittadella sarzanese.
Menzionato in diverse visite apostoliche - 1584, 1667, 1699 e 1710 - e già sede della confraternita omonima, fondata nel 1470 e aggregata all'Arciconfraternita della Santissima Trinità di Roma, subì una ricostruzione nel corso del XVIII secolo con una nuova forma ottagonale e cupola ellittica che si sviluppa lungo un asse principale ingresso-altare maggiore, a cui si interseca ortogonalmente l'asse minore che collega i due altari laterali.
La volta è affrescata con una scena raffigurante la Gloria di Dio tra gli angeli, opera di un anonimo pittore genovese; sull'altare maggiore si trova una tela della Crocifissione nella tradizionale iconografia con Madonna, san Giovanni e santa Maria Maddalena. Tra le opere che qui anticamente si conservarono vi fu una pala in terracotta policroma invetriata, forse opera di Benedetto Buglioni o di Giovanni della Robbia, commissionata nel Cinquecento per l'oratorio e successivamente trasferita (dopo il 1903) nel transetto destro della concattedrale locale dopo un restauro conservativo effettuato a Firenze.
L'oratorio è oggi sede della Confraternita del Preziosissimo Sangue.